# Storm Before Calm
Storm Before Calm četvrti je studijski album irskog black/folk metal sastava Primordial. Diskografska kuća Hammerheart Records objavila ga je 24. lipnja 2002. godine.

## Popis pjesama
Tekstovi: A.A. Nemtheanga, osim na pjesmi "Hosting of the Sidhe", čiji je tekst preuzet iz pjesme W. B. Yeatsa, glazba: Ciáran MacUiliam, osim na pjesmi "Sons of the Morrigan", koju je skladao s Pólom MacAmlaighom.
| 1.    | »The Heretics Age«               | 6:17 |
| 2.    | »Fallen to Ruin«                 | 9:29 |
| 3.    | »Cast to the Pyre«               | 7:06 |
| 4.    | »What Sleeps Within«             | 4:57 |
| 5.    | »Suns First Rays« (instrumental) | 3:12 |
| 6.    | »Sons of the Morrigan«           | 8:09 |
| 7.    | »Hosting of the Sidhe«           | 7:06 |
| 46:16 |                                  |      |

## Zasluge
Primordial
- A.A. Nemtheanga – vokali, miksanje, umjetnički direktor
- Ciáran MacUiliam – gitara, bodhrán
- Pól MacAmlaigh – bas-gitara, miksanje
- Simon O'Laoghaire – bubnjevi

Ostalo osoblje
- Mags – produkcija, snimanje, inženjer zvuka, miksanje
- Marco Jeurissen – naslovnica